# Kathedraal van de Heiligste Drie-eenheid (Montevideo)
De Kathedraal van de Heiligste Drie-eenheid (Engels: Cathedral of The Most Holy Trinity, Spaans: Catedral de la Santísima Trinidad) is een anglicaanse kathedraal in de Uruguayaanse hoofdstad Montevideo. Het is de kathedraal van het bisdom Uruguay van de Anglicaanse Kerk van de Zuidkegel. De kerk staat ook wel bekend als de Templo Inglés.

## Geschiedenis
De kerk werd gebouwd in de jaren '44 en '45 van de negentiende eeuw, voor Britse mariniers. Deze mariniers kwamen naar Montevideo vanwege de Uruguayaanse Burgeroorlog. De kerk werd gebouwd in neoclassicistische stijl, waardoor de kerk veel weg heeft van een tempel uit de Grieks-Romeinse tijd. De kerk werd oorspronkelijk aan de kust gebouwd, maar werd verplaatst voor de aanleg van de Rambla van Montevideo. Dat gebeurde in 1934. Op 6 juni 1936 werd de herbouwde kerk gewijd. Sinds 1975 bezit de kathedraal de monumentale status in Uruguay.